# Ictus Musikproduktion
Ictus Musikproduktion i Stockholm är ett skivbolag som grundades 2006 och ägs av sångaren Patrik Sandin.
Bolaget är framför allt inriktad på klassisk musik. Alla bolagets CD är inspelade av den legendariske ljudteknikern Bertil Alving och distribueras av Naxos Sweden AB.